# Heurystyka zakotwiczenia i dostosowania
Heurystyka zakotwiczenia i dostosowania (ang. anchoring and adjustment heuristic) zwana również zakotwiczeniem i dostosowaniem – uproszczona metoda wnioskowania polegająca na oparciu się (zakotwiczeniu) na jakiejś informacji, a następnie zmodyfikowaniu jej (dostosowaniu się do niej) w celu uzyskania odpowiedzi na pytanie lub wydania sądu. Metoda ta jest jedną z heurystyk wydawania sądów opisanych przez Amosa Tversky'ego i Daniela Kahnemana, prowadzących do błędów poznawczych.

## Badania
Istnienie heurystyki zakotwiczania i dostosowania zostało eksperymentalnie potwierdzone i zinterpretowane w badaniach:
- Badacze poprosili osoby badane o oszacowanie jaki procent krajów afrykańskich należy do ONZ. Jako punkt wyjściowy potraktowano liczbę wskazaną przez koło ruletki, a badani mieli oszacować, czy procent krajów jest większy, czy mniejszy od tego, który wskazała ruletka oraz podać ile on − według nich − wynosi. W grupie A koło ruletki wskazało 10%, a mediana z oszacowania osób badanych wyniosła 25%. W grupie B koło ruletki wskazało 65%, a mediana z oszacowania osób badanych wyniosła tym razem 45%.

- Uczniowie szkoły średniej mieli za zadanie oszacować w ciągu 5 sekund wynik mnożenia kolejnych rosnących lub malejących liczb. Grupie A pokazano rosnącą sekwencję: 1 × 2 × 3 × 4 × 5 × 6 × 7 × 8. Mediana dla grupy wyniosła 512. Grupie B pokazano malejącą sekwencję: 8 × 7 × 6 × 5 × 4 × 3 × 2 × 1. Mediana dla tej grupy wyniosła 2250. Prawdziwa wartość mnożenia to 40320.

Wyniki obu eksperymentów pokazały, że osoby badane zakotwiczyły się na podanej informacji i do niej właśnie dostosowały swoją odpowiedź. Badacze zwracają szczególny fakt na to, że dostosowanie (czyli zmodyfikowanie pierwotnej informacji) było niewystarczające i to właśnie jest przyczyną tego, że używanie tej heurystyki prowadzi do błędów poznawczych.

## Krytyka
Norman Anderson skrytykował powierzchowność heurystyk zaproponowanych przez Kahnemana i Tversky'ego i zaproponował własne wytłumaczenie tego fenomenu bazując na swojej Teorii Integracji Informacji (ang. Information Integration Theory). Twierdzi on, że bardzo duże znaczenie w procesie zakotwiczenia ma zarówno efekt pierwszeństwa jak i efekt świeżości, a to, który z tych efektów wpłynie mocniej na sądy konkretnej osoby jest uzależnione od wagi, jaką dana osoba przykłada do poszczególnych informacji. Punkt zakotwiczenia zależy od pierwszej informacji i w zależności od tego, czy nadamy jej dużą wagę (ważność) oraz wartość (przekonanie o prawdziwości), to albo ulegniemy efektowi zakotwiczenia, albo nie. Jeżeli wartość pierwszej wiadomości będzie mała (na przykład wiemy, że nie pochodzi ona z wiarygodnego źródła) i dodatkowo nadamy jej niską wagę (będziemy uważali ją za mało istotną) to nie włączy się heurystyka zakotwiczenia i dostosowania. Wiele wyników badań pokazuje jednak, że nawet kiedy wiadomo, iż informacja pierwsza jest nieprawdziwa, to i tak uaktywnia się proces zakotwiczania.

## Wpływ heurystyki zakotwiczenia i dostosowania na błędy poznawcze
Występowanie niektórych błędów poznawczych tłumaczone jest przez aktywizację w umyśle heurystyki zakotwiczenia i dostosowania. Te błędy to:
- Efekt pierwszeństwa polegający na tym, że pierwsza informacja stanowi punkt odniesienia (zakotwiczenia) dla kolejnych informacji, jakie do nas docierają[5].
- Efekt halo zwany również efektem aureoli, czyli tendencja do automatycznego, pozytywnego lub negatywnego przypisywania cech osobowościowych na podstawie pozytywnego lub negatywnego pierwszego wrażenia[6].
- Efekt skupienia polegający na przywiązywaniu zbyt dużej wagi do jednego szczegółu, co zaburza racjonalną ocenę użyteczności rozważanego rozwiązania[7].
- Ignorowanie prawdopodobieństwa polegające na podejmowaniu decyzji bez brania w ogóle pod uwagę prawdopodobieństwa potencjalnych zdarzeń[8].
- Zaniedbywanie miarodajności polegające na podejmowaniu decyzji w oparciu o dane nieistotne i pomijaniu danych, które są istotne – w szczególności, gdy dane statystyczne na temat miarodajności tych danych są dostępne[9].